# 칼코박쥐속
칼코박쥐속(Lonchorhina)은 대꼬리박쥐과에 속하는 박쥐 속이다. 5종으로 이루어져 있다.

## 하위 종
- 톰스칼코박쥐 (Lonchorhina aurita)
- 페르난데스칼코박쥐 (Lonchorhina fernandezi)
- 북부칼코박쥐 (Lonchorhina inusitata)
- 마린켈레칼코박쥐 (Lonchorhina marinkellei)
- 오리노코칼코박쥐 (Lonchorhina orinocensis)